# Bundesautobahn 55
Die Bundesautobahn 55 (Abkürzung: BAB 55) – Kurzform: Autobahn 55 (Abkürzung: A 55) – war eine in den 1970er Jahren geplante Autobahn, die von der A 57 bei Goch durch die Region Niederrhein über Kempen, Krefeld und Grevenbroich zur A 4 bei Frechen führen sollte. Sie hätte zum einen die parallel verlaufende A 57 entlastet und zum anderen eine westliche Umfahrung der Städte Krefeld und Köln geboten, die Planungen wurden jedoch komplett verworfen.

## Planungsgeschichte
Im Bedarfsplan des Gesetzes über den Ausbau der Bundesfernstraßen in den Jahren 1971 bis 1985 vom 30. Juni 1971 war ein Teil des später als Bundesautobahn 55 gewidmeten Streckenzuges bereits als Autobahnplanung enthalten. Es handelte sich um die intern so bezeichnete „Autobahn 220“. Diese sollte von der damals als Bundesstraße 9 und heute als Bundesautobahn 44 realisierten Trasse bei der Anschlussstelle Krefeld-Fichtenhain abzweigen, Willich östlich umgehen, die heutige Bundesautobahn 52 (damals: Bundesstraße 7) westlich der Anschlussstelle Kaarst-Nord kreuzen, sodann zur heutigen Anschlussstelle Grevenbroich-Kapellen führen und hier die spätere Bundesautobahn 46 (damals: Bundesstraße 1) kreuzen, nordwestlich von Rommerskirchen die damals vierspurig geplante Bundesstraße 59 queren, östlich Bergheim die damals ebenfalls vierspurig vorgesehene Bundesstraße 55 bzw. Bundesstraße 229z (später als Bundesautobahn 54 geplant) kreuzen und schließlich südlich von Bergheim in die vierspurig projektierte Bundesstraße 1111 (später als Bundesautobahn 61 realisiert) einmünden. Von dieser Planung entsprach der Abschnitt Krefeld – Rommerskirchen der späteren Trasse der A 55. Die Teilstrecke Kaarst – Rommerskirchen war in Dringlichkeitsstufe II eingeordnet, die Teilabschnitte Krefeld – Kaarst und Rommerskirchen – Bergheim wurden nur der Dringlichkeitsstufe III zugewiesen. Darüber hinaus bestand die Planung eines autobahnähnlichen vierstreifige Bundesstraßenneubaus als Bundesstraße 9n, die später zum Bestandteil der A 55-Planung wurde. Demnach sollte die Bundesstraße zwischen den Anschlussstellen Kempen und Kerken der Bundesautobahn 2 abzweigen, zwischen Kempen-St. Hubert und Kempen verlaufen, sowie zwischen Tönisvorst und Krefeld geführt werden, um schließlich östlich der heutigen Anschlussstelle Krefeld-Forstwald die A 44 zu erreichen. Die gesamte Strecke der B 9n war der Dringlichkeitsstufe II zugeordnet. Bereits 1973 wurde jedoch auch diese Strecke als Bundesautobahnplanung unter der internen Bezeichnung „Autobahn 220“ aufgenommen. Nach Kartenmaterial aus dem Jahre 1973 war eine nördliche Fortführung der A 220 bis in den Raum südlich Aldekerk vorgesehen.
Mit der Neustrukturierung des Netzes der Bundesautobahnen, die mit Wirkung ab 1. Januar 1975 eingeführt wurde, erhielt die „Autobahn 220“ nicht nur mit „Bundesautobahn 55“ eine neue Bezeichnung, es kam zugleich zu Änderungen im Streckenverlauf. Es bestanden zunächst Überlegungen, die A 55 nördlich der A 2 fortzuführen. Die A 55 sollte westlich Kerken und westlich Geldern entlang der alten Bundesstraße 9 geführt werden. Bei Kevelaer war angedacht, die A 55 östlich der Stadt verlaufen und an der Anschlussstelle Uedem in die Bundesautobahn 57 bzw. Bundesstraße 67n münden zu lassen. Der endgültige Status dieser Strecke als Bundesautobahn stand jedoch noch nicht fest. Zwischen der A 2 und der B 59 (Bundesautobahn 540) bei Rommerskirchen änderte sich an der Streckenführung der A 55 gegenüber den Planungen zur A 220 bis auf das Vorhaben eines Kreuzes der A 44 bei Krefeld-Fichtenhain nichts. Doch gegenüber der bisherigen Trassenführung von Rommerskirchen nach Bergheim (A 61) wurde nunmehr ins Auge gefasst, die A 55 um Rommerskirchen westlich und südlich zu führen. Bei Bergheim-Rheidt sollte eine Autobahn nach Pulheim bzw. Köln-Bocklemünd abzweigen und bei Bergheim-Büsdorf die A 54 gekreuzt werden. Schließlich sollte die A 55 bis nach Frechen-Königsdorf geführt und dort an die Bundesautobahn 4 angeschlossen werden. Südlich der A 4 war eine Fortführung der Trasse bis zur Bundesstraße 264 bei Frechen geplant, jedoch nicht als A 55. 1976 war in den Netzplänen der Bundesregierung auch der nördliche Abschnitt zwischen der A 57 bei Uedem und der A 2 bei Kempen als A 55 eindeutig enthalten.
Auch nach dem Gesetz zur Änderung des Gesetzes über den Ausbau der Bundesfernstraßen in den Jahren 1971 bis 1985 vom 5. August 1976 war die A 55 zwischen Uedem und Frechen-Königsdorf unverändert vorgesehen. Allerdings wurde die Dringlichkeit für das gesamte Projekt im Wesentlichen nur noch als „möglicher weiterer Bedarf“ geführt. Lediglich die Ortsumgehung Geldern war einbahnig in die Dringlichkeitsstufe Ia sowie ein Abschnitt zwischen Grevenbroich (nordwestlich Rommerskirchen) und südlich Rommerskirchen einbahnig in die Dringlichkeitsstufe Ib eingeordnet.
Mit dem zweiten Gesetz zur Änderung des Gesetzes über den Ausbau der Bundesfernstraßen in den Jahren 1971 bis 1985 vom 25. August 1980 kam das Aus für die Bundesautobahn 55. Der Bundesverkehrswegeplan 1980 spiegelte die veränderte Verkehrspolitik in der Bundesrepublik Deutschland wider. Diese stand nunmehr unter dem Einfluss anhaltender Bürgerproteste gegen Autobahnneubauten und finanzieller Sachzwänge. Im Straßenbaubericht 1980 der Bundesregierung heißt es, dass die Vorhaben „den veränderten Bedingungen, insbesondere dem gegenwärtigen und künftig zu erwartenden Finanzrahmen angepaßt werden“ müssen. Als Prioritäten gelten nunmehr die stärkere Berücksichtigung der umwelt- und energiepolitischen Ziele, die Intensivierung des Dialogs mit dem Bürger, die Vermeidung von Parallelplanungen, der Vorrang von Investitionen zur Substanzerhaltung und die Modernisierung des vorhandenen Netzes einschließlich der Erhöhung der Sicherheit vor reinen Neubaumaßnahmen. Da die A 55 in ihren wesentlichen Bestandteilen eine Parallelautobahn zur A 57 darstellte, wurde sie schließlich gestrichen. Übrig blieben nur noch folgende Projekte:
- B 9 Ortsumgehung Geldern (zweistreifig)
- B 9n West- und Nordumgehung Krefeld (Krefeld-Forstwald – Krefeld-Gartenstadt; Teilstrecke Krefeld-Hüls bis Krefeld-Forstwald mit A 55 identisch, vierstreifige Ausführung)
- B 59/A 540 Grevenbroich – Rommerskirchen – Pulheim – Köln-Bocklemünd (Teilstrecke nordwestlich Rommerskirchen bis Bergheim-Rheidt mit A 55 identisch, vierstreifige Ausführung)

Alle drei vorgenannten Vorhaben waren der Dringlichkeitsstufe I zugeordnet.
Nach dem dritten Gesetz zur Änderung des Fernstraßenausbaugesetzes vom 21. April 1986 waren zwar alle drei Bundesstraßenneubauvorhaben wieder enthalten. In der Dringlichkeit wurde jedoch die West-/Nordumfahrung Krefeld ebenso abgestuft, wie die 2. Fahrbahn der B 59/A 540, die lediglich noch in Stufe II eingeordnet waren. Insgesamt blieb die A 55 gestrichen.
Die A 55 war auch nach dem Vierten Gesetz zur Änderung des Fernstraßenausbaugesetzes vom 15. November 1993 im Bedarfsplan nicht enthalten. Die Ortsumgehung Geldern und die Strecke Grevenbroich – Rommerskirchen – Pulheim (einbahnig) waren als laufende Projekte weiterhin enthalten. Die West-/Nordumgehung von Krefeld war nur noch zwischen der B 9 (alt) bei Krefeld-Hüls und Krefeld-Forstwald im Plan enthalten, allerdings im vordringlichen Bedarf.
Der Bundesverkehrswegeplan 2003 brachte keine Neuaufnahme der A 55. Es waren weiterhin die B 9 Westumgehung Krefeld (zweistreifig, 6,6 km, weiterer Bedarf) und die B 59 Ortsumgehung Rommerskirchen und Sinsteden (zweistreifig, 7,9 km, vordringlicher Bedarf) enthalten.